# Liupanshaniidae
Liupanshaniidae – wymarła rodzina ważek z podrzędu Epiprocta, infrarzędu różnoskrzydłych i nadrodziny Mesuropetaloidea. Obejmuje osiem opisanych rodzajów. Żyły w kredzie.

## Morfologia
Ważki te odznaczały się charakterystyczną budową trójkątów dyskoidalnych. Trójkąt dyskoidalny w skrzydle przednim podzielony był na trzy komórki, w tylnym zaś na trzy lub więcej komórek przez równolegle biegnące żyłki poprzeczne. Trójkąt w skrzydle tylnym był silnie wydłużony i wąski, o przedniej krawędzi zakrzywionej dystalnie i zakończonej na przedniej stronie żyłki medialnej przedniej hypertriangulum, zaś drugiej gałęzi wtórnej żyłki medialnej przedniej silnie wygiętej S-kształtnie z bardzo mocno wklęśniętą częścią nasadową oraz silnie kanciastą częścią odsiebną. Podobnie jak u Mesuropetalidae arkulus przesunięty był bardzo blisko pierwotnej antenodalnej żyłki aksillarnej pierwszej. Tak jak u innych Aeshnoptera gałęzie pierwsza i druga żyłki radialnej tylnej od bliższego końca aż po wysokość pterostygmy biegły równolegle, pozostawiając między sobą tylko jeden szereg komórek. Zanikowi wśród Liupanshaniidae uległa odsiebna z dwóch dodatkowych żyłek ukośnych między drugą gałęzią żyłki radialnej tylnej a drugą żyłką interradialną. Silna, wypukła wtórna żyłka podłużna obecna była w rejonie postdyskoidalnym, wychodząc z kąta drugiej gałęzi wtórnej żyłki medialnej przedniej.

## Taksonomia
Takson ten wprowadzony został w 2001 roku przez Güntera Bechly’ego i współpracowników. Umieszczony został w nadrodzinie Mesuropetaloidea wraz z wprowadzoną rodziną Mesuropetalidae.
Do rodziny tej zalicza się rodzaje:
- Araripeliupanshania Bechly et al., 2001
- Galloliupanshania Nel et al., 2015[4]
- Guyuanaeschnidia Lin, 1982[5]
- Libanoliupanshania Azar et al., 2019[6]
- Liupanshania Hong, 1982
- Paraliupanshania Bechly et al., 2001
- Paramesuropetala Bechly et al., 2001
- Protoliupanshania Huang et Nel, 2010[7]

Zapis kopalny tej rodziny obejmuje wczesną i późną kredę. Z aptu znane są Araripeliupanshania, Liupanshania, Paramesuropetala i Protoliupanshania. Paraliupanshania znana jest z barremu i turonu, a Guyuanaeschnidia tylko z barremu. Z cenomanu pochodzą natomiast skamieniałości Galloliupanshania i Libanoliupanshania.